# Eispiegel

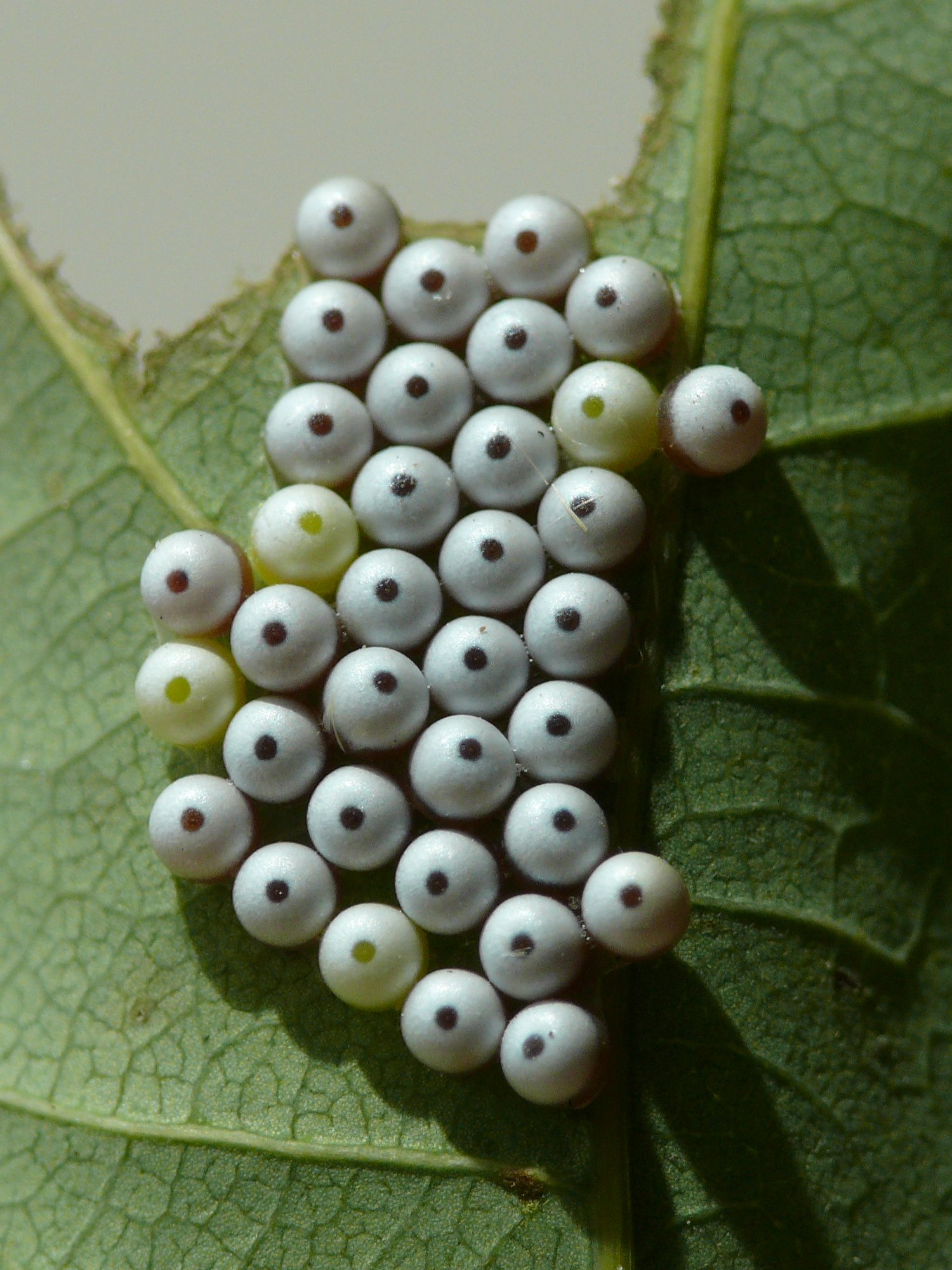
Eispiegel des Mondvogels

Als Eispiegel werden flache, regelmäßig angeordnete Eigelege von Insekten bezeichnet. Die Form der Gelege ist in der Regel arttypisch. Eispiegel können einschichtig wie beim Mondvogel oder auch mehrschichtig wie beim Maivogel sein.